# نینتندو سوئیچ
نینتندو سوئیچ (به ژاپنی: ニンテンドースイッチ ,Nintendō Suitchi) (که در زمان توسعه با اسم رمز نینتندو ان‌ایکس شناخته می‌شد)، هفتمین کنسول بازی خانگی شرکت نینتندو است. این کنسول به‌طور رسمی در اکتبر ۲۰۱۶ رونمایی شد و در ۳ مارس ۲۰۱۷ به بازار عرضه شد. نینتندو سوئیچ دستگاهی ترکیبی است و به عنوان یک کنسول بازی دستی همراه با خروجی تلویزیون طراحی شده‌است و اولین کنسول هیبریدی جهان است. این کنسول دارای صفحه نمایشی ۶٬۲ اینچی با وضوح اچ‌دی و قابلیت چندلمسی شبیه به تبلت و دو کنترل‌کننده بازی بی‌سیم به نام جوی کان با قابلیت جدا شدن است که به صورت کشویی از دو طرف در اطراف کنسول قرار می‌گیرند و از این طریق چندین حالت مختلف برای بازی کردن را برای کاربران به ارمغان می‌آورند. بازی‌های ویدئویی و نرم‌افزارهای سوئیچ نیز همانند نینتندو ۳دی‌اس از حافظه فلش رام کارتریج به جای دیسک‌های نوری، و توزیع دیجیتال از طریق نینتندو ای‌شاپ استفاده می‌کند و از فناوری سازگاری عقبرو و سیستم قفل منطقه‌ای در آن بکار برده نشده‌است. همچنین این کنسول به یک داک مجهز است که با قرار دادن کنسول درون داک می‌توان از طریق نمایشگر رایانه یا تلویزیون به بازی کردن پرداخت و همچنین در این حالت کنسول خروجی ۱۰۸۰ نیز خواهد داشت. این کنسول در سه رنگبندی «آبی-قرمز» و «مشکی» و «سفید» (درمدل اولد) عرضه می‌شود.
سوییچ از پردازندهٔ شخصی‌سازی شدهٔ انویدیا تگرا اکس۱ برای پردازش بازی‌ها استفاده می‌کند. وزن کنسول بدون جویکان‌ها ۲۹۷ گرم و پس از اتصال جویکان‌ها ۳۹۸ گرم می‌باشد. حافظهٔ داخلی نینتندو سوییچ ۳۲ گیگابایت است که در کنار این امکان پشتیبانی از مایکرو اس‌دی تا ظرفیت ۲ ترابایت را نیز داراست. میزان شارژ دهی کنسول نیز بین ۳ تا ۶ ساعت قابل تغییر است (به بازی استفاده شده مربوط است " مثلاً بازی افسانه زلدا نفس وحش رو حدود ۲ تا ۳ ساعت پشت سر هم می‌توان بازی کرد "). سوئیچ اولین کنسول نینتندو است که یک ترافلاپ قدرت پردازشی دارد و قدرتمندترین کنسول نینتندو است.

## کنترلرها
کنسول نینتندوسوییچ از جویکان‌های دو تایی استفاده می‌کند که اغلب به رنگ آبی و قرمز هستند. جایگاه این جویکان‌ها کنار کنسول هستند و به صورت کشویی وارد می‌شود و صدای روشن شدن کنسول نیزاز صدای نصب شدن این جویکان‌ها کنار کنسول هستند که صدایی مانند (تق) می‌دهد که بسیار دلنشین است.
در صورت بازی بر روی کنسول هم می‌توان به خود کنسول وصل شود و هم با در دست داشتن جویکان‌ها بازی کرد. اگر به تلویزیون وصل شود هم می‌توان جویکان‌ها را در دست گرفت (مثل حالت قرار گرفتن وی ریموت کنسول نینتندو وی) یا در گریپ قرار داد.

## ویژگی کنترلرها
این کنترلرها دارای قابلیت‌هایی چون: هپدیک فیدبک، موشن سنسور و اچ دی رامبل است. هپدیک فیدبک: یک تکنولوژی جدید در لرزش‌های کنترلر هاست که در کنترلرهای قدیمی کنسول‌ها فقط لرزش بود ولی الان با این تکنولوژی هر اتفاقی که درون بازی‌ها بیفتد شما به جای لرزش اتفاق واقعی ان را حس می‌کنید که یک نوع پالس صوتی است.
موشن سنسور حرکت دسته در هر جهتی توسط کنسول تشخیص داده می‌شود و این بار نسبت به عملکرد موشن سنسور وی ریموت کنسول نسل هفتمی نینتندو بسیار با دقت‌تر و کامل‌تر از وی ریموت نینتندو وی است. اچ‌دی رامبل نیز یک نوع موتور لرزاننده است که علاوه بر لرزش عادی می‌تواند چندین نوع لرزش خاص را شبیه‌سازی کند و در بازدهی بازی نقش به سزایی دارد.

## بازی‌ها
پس از رونمایی رسمی این کنسول، شرکت‌های مختلفی همچون ندررلم استودیوز، اکتیویژن، الکترونیک آرتس، سگا، اسکوئر انیکس، تیک-تو اینتراکتیو و یوبی‌سافت عناوین شخص ثالث در حال توسعه خود را برای سوئیچ تأیید کردند. از میان بازی‌های تأیید شده می‌توان به مورتال کامبت ۱۱، ماینکرفت، نیروهای سونیک، سوپر ماریو ادیسه، جستجوی اژدها ۱۰، جستجوی اژدها ۱۱، نسخه‌ای از بازی الدر اسکورولز ۵: اسکایریم، ان‌بی‌ای ۲کی۱۸، اسپلاتون ۲، فیفا، ماریو کارت ۸ دیلاکس، افسانه زلدا: نفس وحش، و همچنین افسانه زلدا: اشک پادشاهی بازی انحصاری کنسول سوئیچ اشاره کرد.

## نگارخانه

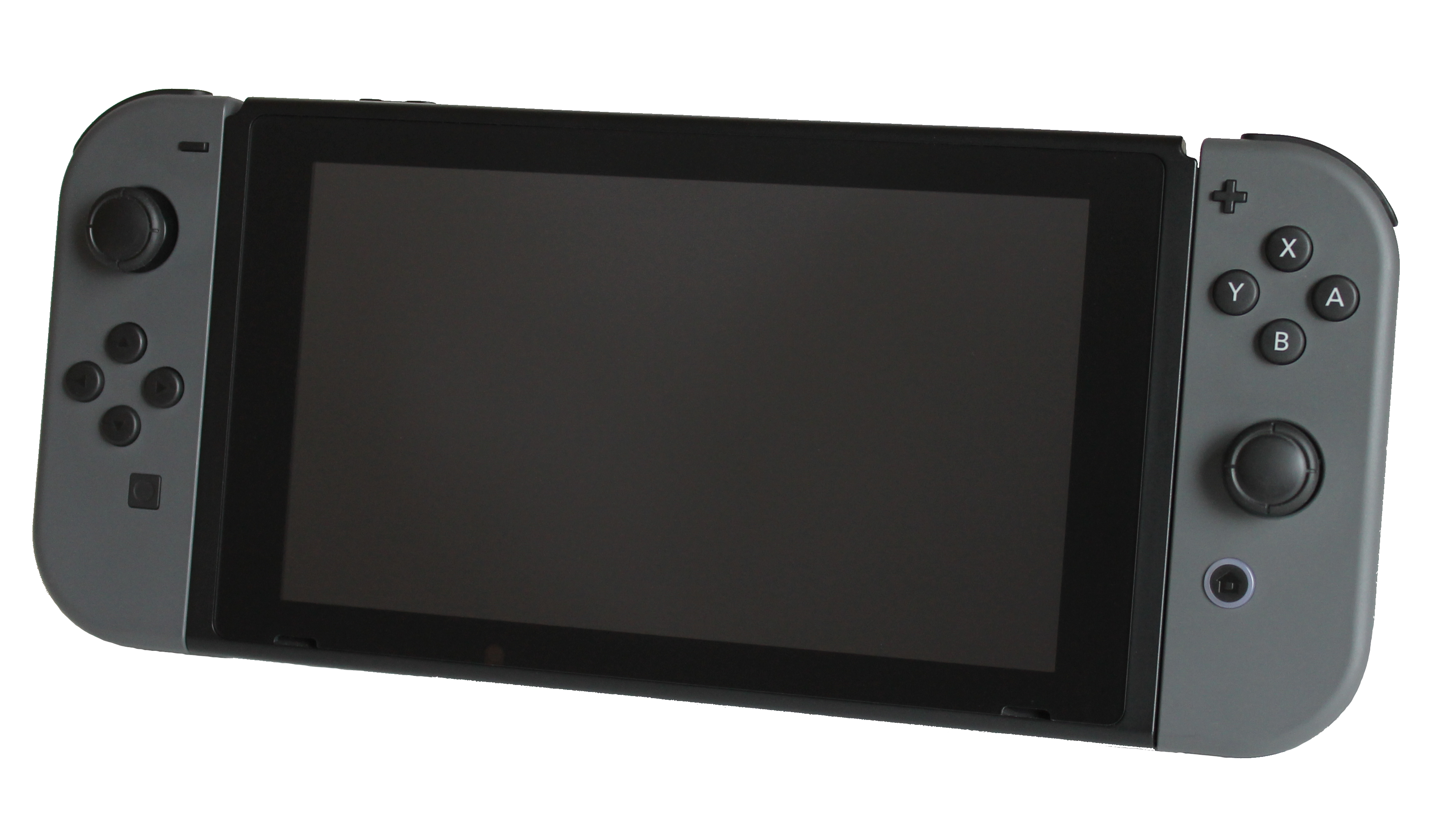
کنسول نینتندو سوییچ با جوی - کان‌های خاکستری
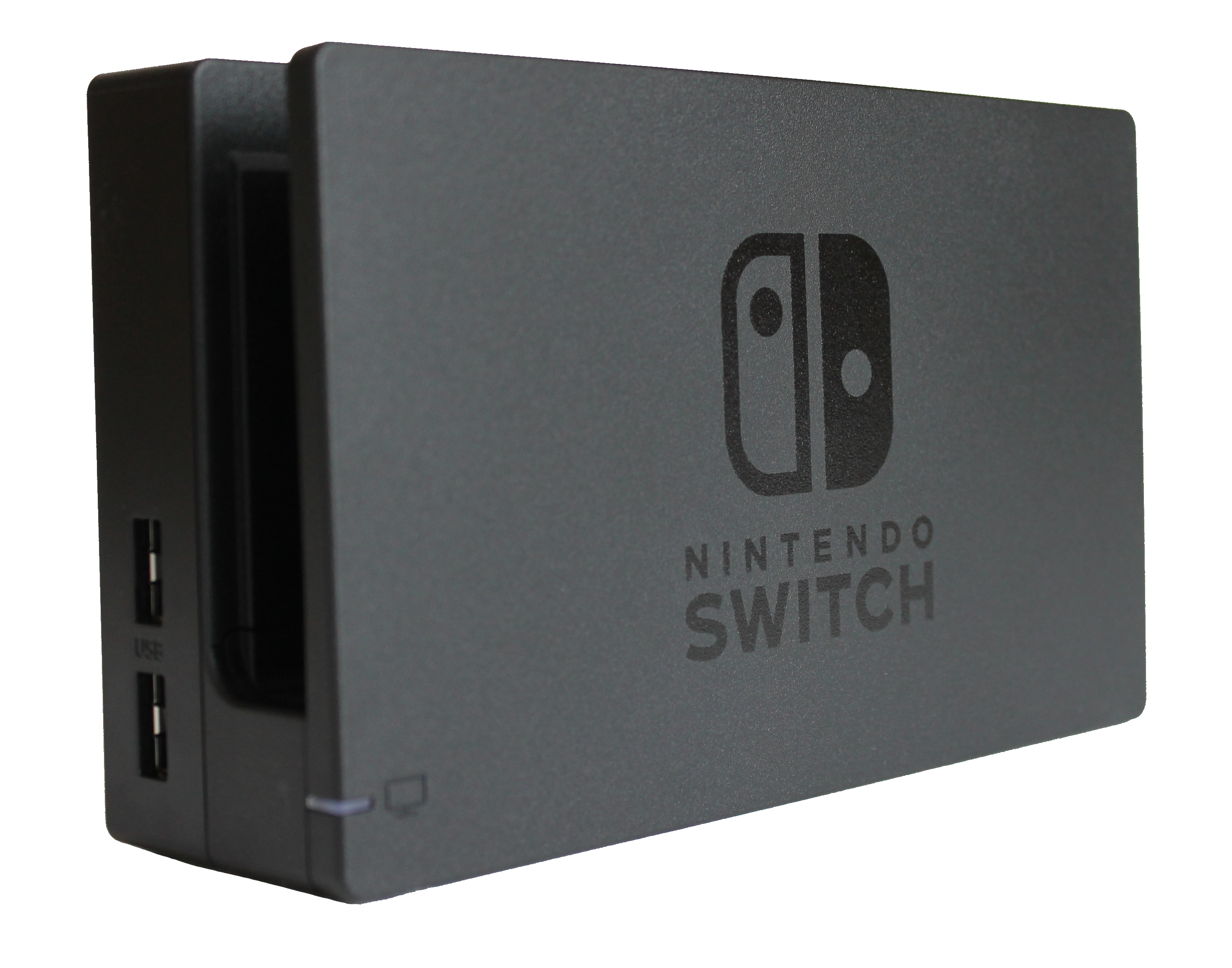
داک کنسول نینتندو سوییچ
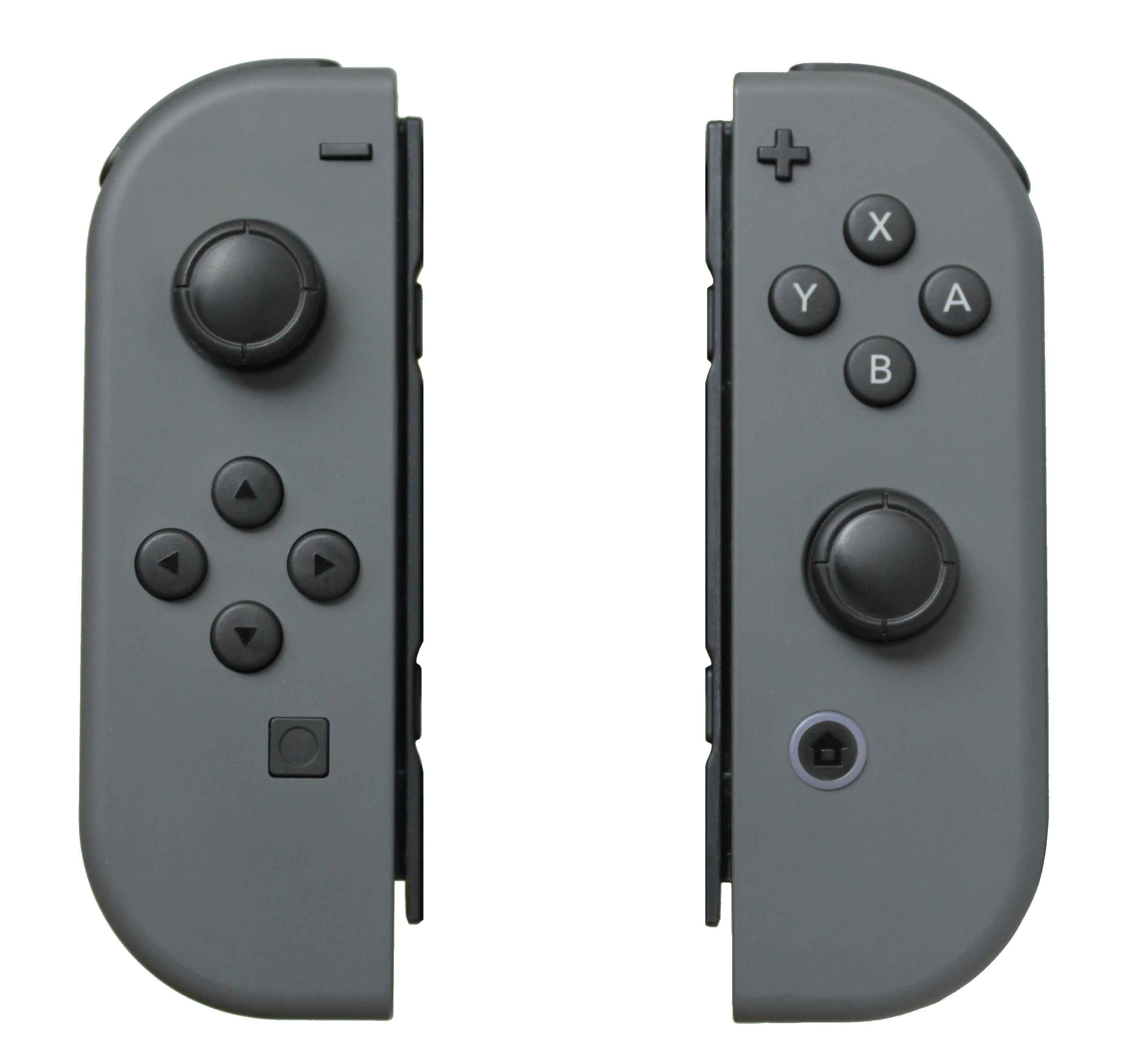
جوی-کان سمت راست و چپ خاکستری
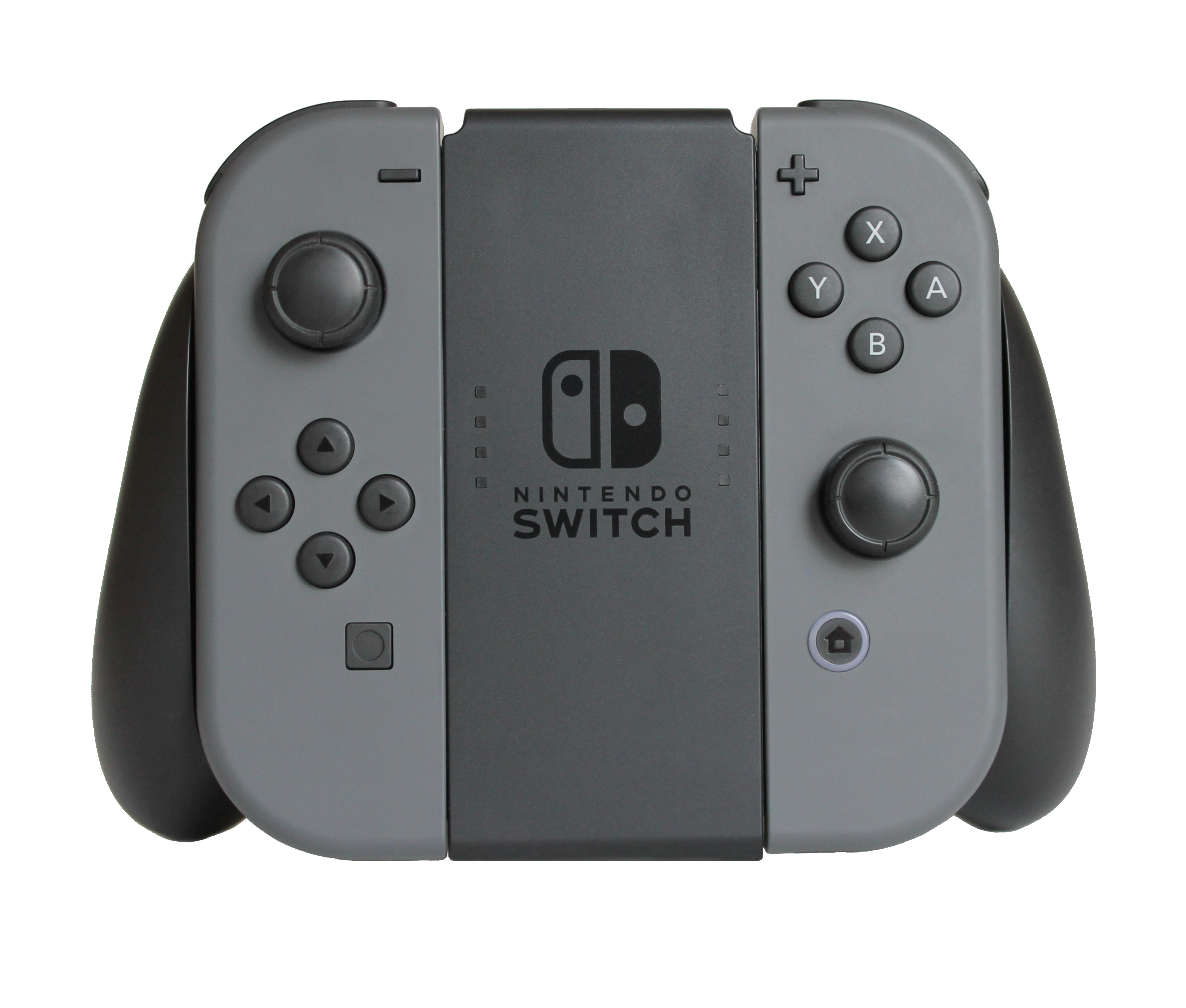
جوی-کان‌های خاکستری در گریپ مخصوص
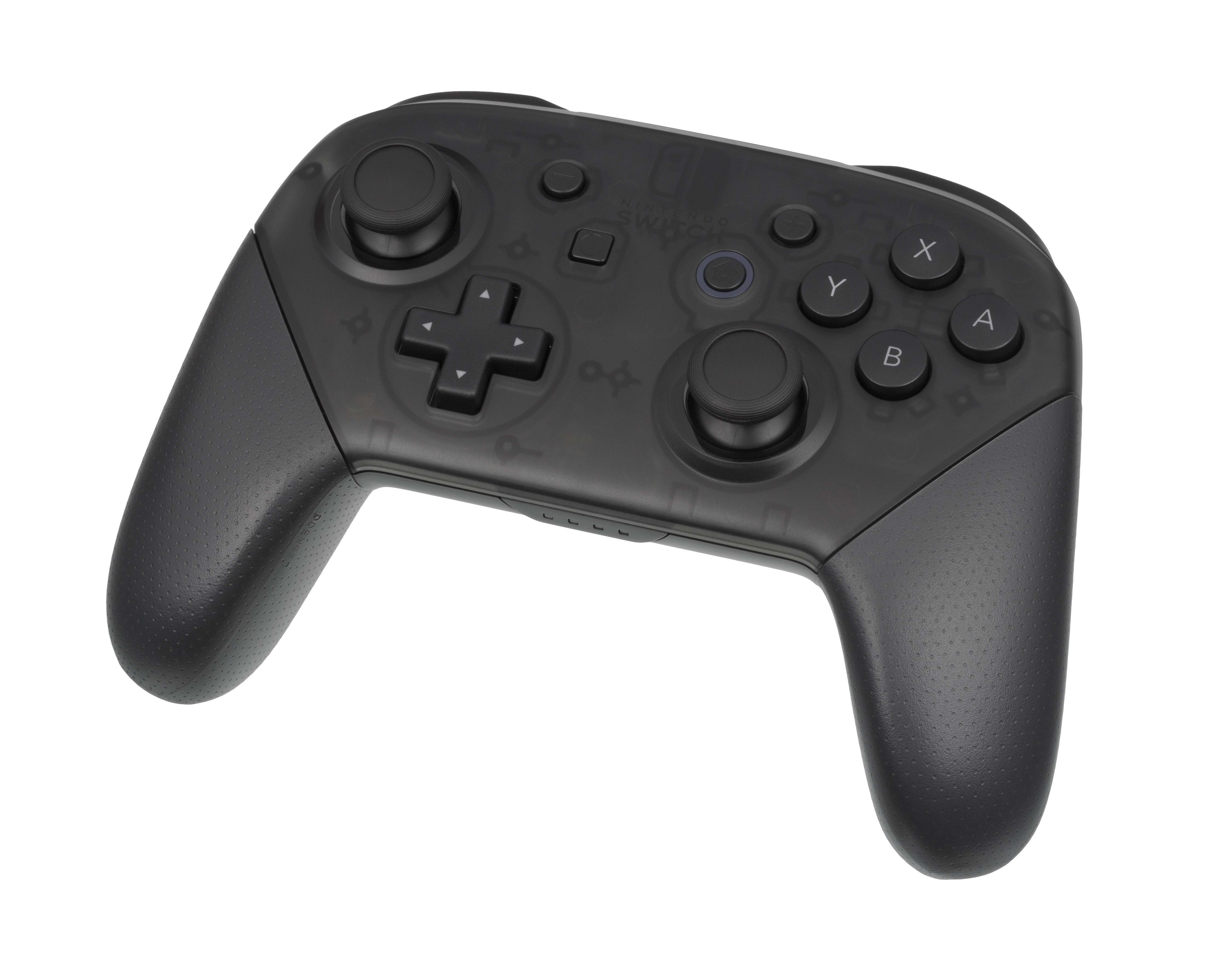
کنترلر حرفه ای نینتندو سوییج